# Budova dělnické univerzity
Budova dělnické univerzity (srbsky Zgrada radničkog univerziteta) je výšková budova, která se nachází ve městě Novi Sad v autonomní oblasti Vojvodina v Srbsku. Nachází se jižně od centra města na ulici Vojvođanskih brigada, poblíž kampusu novosadské univerzity. Výšková budova je známá především díky tomu, že v minulosti byla po požáru nápadným torzem v panoramatu města.
Jedná se o třináctipatrovou budovu, jejíž podlahová plocha činila okolo 6000 m2. V přízemí se nacházely výstavní prostory, výše byly umístěny učebny pro studim jazyků a na osmém patře se nacházela knihovna. Na třináctém patře se nacházelo studio místního rozhlasu. Budova byla dokončena v roce 1966. Dlouhou dobu byla známá jako Modrý mrakodrap (srbsky plavi neboder).
V roce 2000 věž zničil požár, od té doby byla nechána působení zubu času. Známá byla také tím, že zde bydleli bezdomovci. V roce 2021 objekt koupila společnost VEGA IT která ji plánuje dokončit.